# Gherasim Domide

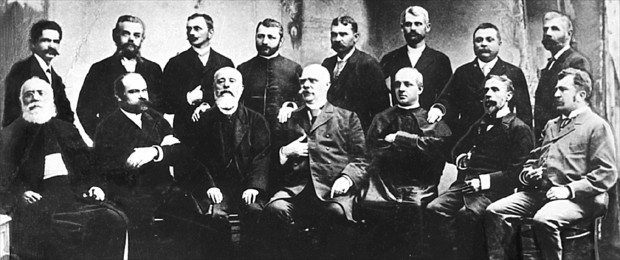
Semnatarii Memorandumului
Rândul de sus (de la stânga la dreapta): Dionisie Roman, Patriciu Barbu, Dr. D.O.Barcianu, Gherasim Domide, Dr. Teodor Mihali, Dr. Aurel Suciu, Mihaiu Veliciu, Rubin Patița
Rândul de jos (de la stânga la dreapta): Niculae Cristea, Iuliu Coroianu, George Pop de Băsești, Dr. Ioan Rațiu, Dr. Vasile Lucaciu, Dimitrie Comșa, Septimiu Albini

Gherasim Domide, scris uneori Gerasim Domide, (n. 19 ianuarie 1856 – d. 16 decembrie 1909, Bistrița) a fost protopop greco-catolic al Bistriței, memorandist.

## Viața
S-a născut în comuna Rodna, pe atunci parte a Districtului Grăniceresc Năsăud, ca fiu al țăranilor Grigore Domide și Matroana Gușăembrie.
A urmat cursurile Gimnaziului superior greco-catolic din Năsăud, fiind bursier al fondurilor grănicerești. După bacalaureat a fost încorporat în Regimentul 63 cezaro-crăiesc din Bistrița.
A dorit să studieze dreptul la Universitatea Franz Joseph din Cluj (actuala Universitate Babeș-Bolyai), dar posibilitățile materiale ale părinților nu i-au permis, astfel încât, până la urmă, a urmat teologia la Academia din Gherla, pe care a absolvit-o în 1880. În toamna aceluiași an s-a căsătorit cu fata prim-pretorului (prim-curatorului) din Monor, Paramon Sălvan, o fată frumoasă și cu zestre. În data de 12 februarie 1881 a fost numit preot-capelan la Rodna. Însă în 1883, după 3 ani de căsătorie, preoteasa Elisabeta Domide a murit, lăsând în urmă un preot văduv cu doi copii, Leonida și Elena.
La Rodna, ca tânăr preot, Gherasim Domide s-a îngrijit de repararea vechii Biserici „Sf. Gheorghe” (monument istoric) și a casei parohiale. A edificat o nouă școală confesională greco-catolică, îndemnând părinții să-și dea copiii la carte. Părintele Gherasim Domide a sprijinit înființarea Asociației culturale „Casina Română” din Rodna, însă aportul său important a fost cel de participant la redactarea și susținerea Memorandumului Transilvaniei.
În data de 14 mai 1894 preotul Gherasim Domide a făcut o declarație istorică în fața judecătorilor maghiari din cadrul procesului memorandiștilor, desfășurat la Cluj, în sala de festivități a clădirii Reduta (azi, Muzeul Etnografic al Transilvaniei), când a pledat pentru recunoașterea oficială a nației române și recâștigarea autonomiei Transilvaniei față de sistemul dualist austro-ungar. În consecință, a fost condamnat de autoritățile maghiare la 2 ani și 6 luni de închisoare. După câteva luni a fost încarcerat la Blaj. Însă, în data de 15 septembrie 1895 fost grațiat de împăratul Franz Joseph, împreună cu ceilalți memorandiști condamnați la închisoare.
După întoarcerea din penitenciar, Gherasim Domide a fost primit cu ostilitate de autoritățile locale. Devenind vacant postul de vicar foraneu la Năsăud, prin moartea vicarului Dr. Ioan Pop, Părintele Gherasim Domide a încercat să obțină această funcție de conducere a Vicariatului unit al Rodnei. Episcopul unit de Gherla, Dr. Ioan Sabo s-a opus inițial numirii lui Gherasim Domide ca vicar la Năsăud, motivând anumite considerente politice, numindu-l în schimb ca vicar foraneu pe Ciril Deac. Însă, în anul 1901 episcopul Ioan Sabo l-a numit pe Gherasim Domide în funcția de protopop-administrator (protopop secund) al Protopopiatului unit de Bistrița.

## Memoria
În fața Căminului Cultural din Rodna se află ridicat bustul protopopului greco-catolic Gherasim Domide, alături de un alt om de seamă al Țării Năsăudului, academicianul Florian Porcius. 